# La séptima semilla
La séptima semilla  es una ópera en tres actos con un libreto en inglés de Karen Whiteson puesto en metro músico por Hilda Paredes.

## Acción
La acción tiene lugar en la actualidad en un sótano que simboliza el mundo subterráneo regido por Plutón. El espacio está cubierto de un número sorprendente de objetos de diversas culturas de los cuales sobresale un sarcófago egipcio colocado al centro. Todo está cubierto de polvo.

### Acto Primero
Plutón, un museógrafo, se encuentra estudiando su colección. Inesperadamente aparece Perséfone pretendiendo limpiar el cuarto. Ella no recuerda como llegó al inframundo. El coro ensaya, infructuosamente, que Perséfone ingiera alimentos. Plutón lamenta su destino.

### Acto Segundo
Mientras Perséfone limpia un candil, por culpa del Arquero, sufre una caída que le permite recuperar la memoria. Plutón se encuentra examinando el sarcófago egipcio que domina el rscenario. Él le confía a Perséfone que tan sólo en la tumba el ser humano llega a ser lo que ensayó alcanzar en vida. Perséfone duda de sus palabras. Plutón, con ayuda del coro, intenta convencerla de ser su reina. El coro la atavía de insignias reales. Ella acepta ser coronada para escapar del control de su madre. Plutón le da seis semillas de una granada que ella come, sin que por ello esté condenada al inframundo.

### Acto Tercero
Perséfone rechaza la idea de la muerte. El coro la anega en llamas para que obtenga la inmortalidad. Una carta leída por el Arquero informa que Demeter, la madre de Perséfone, trabaja de enfermera. El Arquero coloca un cristal rojo en el candil. Al momento en que Perséfone encuentra la séptima semilla y la come, el escenario se cubre con una luz roja. Perséfone toma conciencia de los hechos pero se queda dormida. No obstante, Perséfone está consciente de los sucesos, pero cree que está dormida cuando el Arquero la conduce al mundo y le muestra el cielo y las estrellas.

## Datos históricos
La obra fue un encargo del Arts Council de la Gran Bretaña.

### Reparto del estreno
- Perséfone: Lourdes Ambriz
- Pluto John Oakley-Tucker
- Corifeos: Adriana Díaz de León, Raúl Hernández y Eva María Santana.
- Orquesta de Baja California
- Eduardo García Barrios, director.

## Grabaciones
- Perséfone: Lourdes Ambriz
- Pluto: John Oakley-Tucker
- Corifeos: Virginia Sublett, Carol Plantamura, Isaac Langen, Steven Schick.
- Cuarteto Arditti
- Rand Steiger, director.
- Mode (EE. UU.), no. de catálogo 60.

## Enlaces
- Datos: Q5968184